# Bert Konterman
Bert Konterman (nacido el 14 de enero de 1971, en Rouveen) es un exjugador de fútbol de los Países Bajos que jugó en la selección nacional y que se retiró en junio de 2004.

## Biografía
La carrera futbolística de Konterman comenzó en un equipo local amateur llamado SC Rouveen, desde el cual ascendió para jugar en la Eredivisie en el FC Zwolle, equipo en el que estuvo desde el año 1989 hasta 1993 disputando 121 partidos y anotando 7 goles. Ese año fichó por el Cambuur Leeuwarden en el que jugó hasta 1996 (96 partidos y 19 goles).
En ese año fichó por el Willem II en el que estuvo hasta 1998 después de disputar 78 partidos en los que anotó 10 goles. Por fin en 1998 fue fichado por uno de los mejores clubes neerlandeses, el Feyenoord de Róterdam en el que estuvo desde 1998 hasta el año 2000. Para el Feyenoord jugó 65 partidos anotando 4 goles y fue en ese año cuando hizo su debut en la Selección de fútbol de los Países Bajos.
En el año 2000 fue llamado por el entrenador neerlandés, Dick Advocaat para jugar en su equipo, el Rangers FC y fue fichado por 4.5 millones de libras hasta el año 2003. En el Rangers se encontró con otros compatriotas además del entrenador, Ronald de Boer y Arthur Numan. Para el Rangers jugó 79 partidos en los que marcó 5 goles, jugando después para el entrenador Alex McLeish que lo utilizó en posiciones más avanzadas.
En el verano de 2003 fichó por el Vitesse en el que se retiró ese año después de jugar 31 partidos en los que no anotó ningún gol.

## Clubes
| Club               | País         | Año       |
| ------------------ | ------------ | --------- |
| FC Zwolle          | Países Bajos | 1989-1993 |
| Cambuur Leeuwarden | Países Bajos | 1993-1996 |
| Willem II          | Países Bajos | 1996-1998 |
| Feyenoord          | Países Bajos | 1998-2000 |
| Rangers FC         | Escocia      | 2000-2003 |
| Vitesse            | Países Bajos | 2003-2004 |